# 飛行第50戦隊
飛行第50戦隊（ひこうだいごじゅうせんたい、飛行第五十戰隊）は、大日本帝国陸軍の飛行戦隊の一つ。通称号は誠第九九一四部隊、軍隊符号は50F（50FR）。
部隊マークは垂直尾翼後端から主翼付根に至るまでに描かれた電光（稲妻）。

## 戦隊概要
- 飛行分科：戦闘

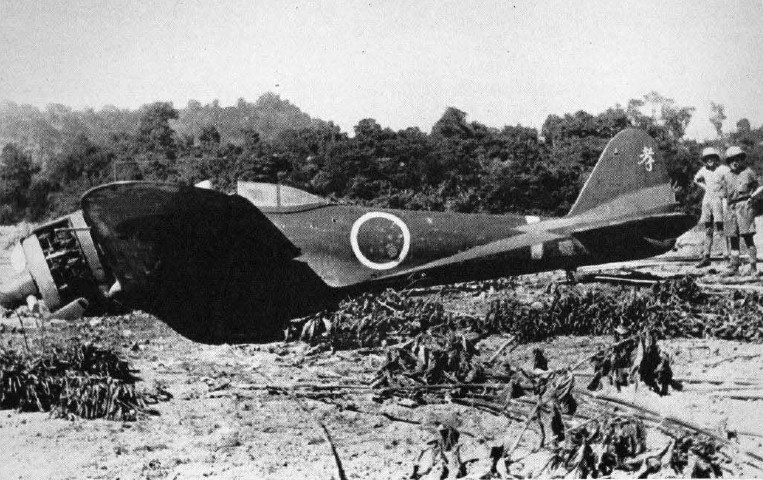
1942年12月15日、ビルマ航空戦にてチッタゴン攻撃時に被弾、不時着大破した第50戦隊第2中隊の一式戦一型丙（キ43-I丙）小谷川親曹長機。部隊マークとして機体後部側面に大きく「電光」を、また部隊マーク・スピナー・カウリング先端を第2中隊の中隊色である「黄色」で描いている。垂直尾翼の「孝」の文字は個別愛称（第50戦隊にて流行した行為）

- 編成時期：1940年（昭和15年）9月10日
- 編成地：台中（台湾）
- 使用機種：九七式戦闘機、一式戦闘機「隼」、四式戦闘機「疾風」
- 終戦時の所在地：嘉義・水上基地（台湾）

### 歴代戦隊長
- 吉田直少佐
- 牧野靖男少佐
- 石川正少佐
- 新田重俊少佐
- 藤井辰二郎少佐
- 河本幸喜少佐